# Dia da Constituição da Ucrânia
O Dia da Constituição (em ucraniano: День Конституції) é um feriado ucraniano celebrado no dia 28 de junho desde 1996. O mesmo comemora o aniversário da aprovação da Constituição da Ucrânia pela Verkhovna Rada (Conselho Supremo da Ucrânia) em 28 de junho de 1996.
O dia da Constituição soviética de 1977 (7 de outubro) nunca foi celebrado na República Socialista Soviética da Ucrânia (predecessora da atual Ucrânia).